# Lanker See
De Lanker See is een meer in de Holsteinische Schweiz in de Duitse deelstaat Sleeswijk-Holstein, ten zuiden van de stad Preetz.

## Beschrijving
De Lanker See ligt op het grondgebied van de gemeenten Preetz, Kühren, Wahlstorf en Schellhorn. Het meer heeft een oppervlakte van 323 ha (1981), is tot 21 meter diep en ligt 19 meter boven de zeespiegel. De Schwentine stroomt er van zuid naar noord doorheen.
De Lanker See wordt gekenmerkt door talrijke inhammen en bestaat uit een groter noordelijk en een kleiner zuidelijk deel, verbonden door een 1 meter diepe doorvaart. De lengte van de oever, eilanden niet meegerekend, bedraagt 17 km.
Vrijwel het gehele westelijk gebied vanaf de oever tot de spoorweg Preetz-Ascheberg is sinds 1995 natuurreservaat. Het vlakke landschap daar omvat vier grote schiereilanden. Een ervan was al sinds 1938 een natuurreservaat.
Op de tegenoverliggende oostzijde bevindt zich een groot schiereiland dat voor landbouw wordt gebruikt, en verder een duidelijke verhoging in het landschap die een eindmorene is uit de laatste ijstijd. Tussen de 'Freudenholmer Bucht' van de Lanker See en de Scharsee werd in 1877 een inham door een dam afgesloten en met een pompgemaal drooggelegd. Deze installatie bestaat nog, maar wordt niet meer gebruikt, waardoor zich hier een moeraslandschap ontwikkelt.

## Wijzigingen waterstand
In 1915 was de oppervlakte nog 444 hectare. Het verschil van meer dan 120 hectare is te verklaren, enerzijds door een toenemende verlanding en anderzijds door een gewilde verlaging van het waterpeil met ongeveer 80 centimeter door menselijke tussenkomsten. Het eiland Appelwarder werd hierdoor een schiereiland, maar in de jaren 80 werd een doorgang gegraven die het weer tot eiland maakte.

## Wateraanvoer
Naast de Schwentine die in het zuidelijk deel, nabij Gut Walsdorf uitmondt, komt er ook aanvoer uit de Kührener Teich, de Wielener See, de Kolksee en de Scharsee.

## Eilanden
In de Lanker See bevinden zich een tiental eilanden.

### In het noordelijk deel
Hier bevinden zich de eilanden:
- Probstenwerder (of 'Meeuweneiland'): is enkele hectare groot en een broedplaats voor meeuwen en eenden.
- Appelwarder: het op een na grootste eiland, behoort tot het natuurreservaat. Kenmerkend zijn de talrijke sleutelbloemen. Appelwarder wordt begraasd door Galloway-runderen.
- Kleiner Werder
- Ratteninsel

### In het zuidelijk deel
- Het Sonneninsel is het grootste en het enige dat al in 1877 bestond. Het eiland is bebost.
- Gänseinsel